# Coriolano Augusto de Loyola
Coriolano Augusto de Loyola (Recife, 2 de dezembro de 1839 — Cidade de Goiás, 08 de novembro de 1914) foi magistrado e desembargador brasileiro.

## Biografia
Filho de Ignácio Bento de Loyola, jornalista proprietário e fundador de vários jornais provinciais, nasceu na cidade de Recife a 2 de dezembro de 1839. Fez seus preparatórios em sua cidade natal, vindo a ingressar na Faculdade de Direito do Recife, um dos primeiros institutos jurídicos a serem criados no país.

## Carreira jurídica
Após realizar o curso, recebeu a 20 de novembro de 1864, o grau de bacharel em ciências sociais e jurídicas. Passaram-se alguns meses até a sua entrada na magistratura, e isto se deu por ato do Imperador Dom Pedro II, no dia 3 de julho de 1866, estava nomeado juiz municipal e de órgãos do termo da capital da província de Goiás. Viajou, por isso, para a então capital da província, Vila Boa.
Cumulativamente com tais funções, exerceu as de inspetor geral da instrução pública, no período de 26 de Junho de 1867 a 30 de setembro de 1868, quando pediu exoneração, também da Diretoria do Liceu Goiano, a cuja frente se achava, e as de delegado de polícia da capital, de 19 de abril de 1866 a 08 de fevereiro de 1872.
Em 25 de setembro de 1872 outra nomeação imperial o investia no cargo de juiz de Direito da comarca de Imperatriz, da província central, e, de um decênio, por outra era designado para chefe de polícia da mesma unidade provincial. Saudoso da terra de nascimento, resolveu Coriolano Augusto de Loyola ir revê-la. Levou consigo, porém, um título que o nomeava chefe de polícia do Maranhão, cargo em que se manteve durante o lapso de tempo que vai de 14 de outubro de 1884 a 18 de março de 1885.
Chamado a prestar serviços novamente na magistratura, tomou posse em 15 de junho de 1885 das funções de juiz de direito de Ceará-Mirim, comarca da província do Rio Grande do Norte, e a 10 de fevereiro do ano seguinte delas se afastou, uma vez que já se encontrava munido do documento que o removia, a pedido, para Piracanjuba, em Goiás. 
Regressou, em conseqüência, à província do Brasil central, na qual haveria mais uma vez de impor, não só como juiz íntegro, mas também como homem de grande cultura e fina educação.
Por decreto do Governo Provisório Republicano, datado em 31 de janeiro de 1891, deu-se a investidura do então juiz de direito, Coriolano Augusto de Loyola, no cargo de desembargador da Relação de Goiás, e a 10 de novembro de 1892, foi ele aproveitado para Ministro do Superior Tribunal do Estado.
No ano de 1895 seus ofícios foram solicitados pelo governo estadual a fim de pacificar Boa-Vista, que atravessava fase de sanguinolentas lutas políticas.
Vários anos se passaram, desde que Coriolano Augusto de Loyola estava no exercício da presidência do Tribunal, quando faleceu, no dia 08 de novembro de 1914.